# 国际冠军杯
国际冠军杯（英語：International Champions Cup，縮寫ICC）是一个成立于2013年的欧美足球俱乐部之间的友谊赛。 比赛主要在美国和加拿大举行，前身为 世界足球挑战赛。

## 简介
国际冠军杯是一项重要的商业性热身赛。它由迈阿密海豚队的老板史蒂芬·罗斯和原纽约喷射机队的执行官马特·希金斯所属的Relevant Sports公司赞助。该项赛事的比赛地点为美国，比赛时间选择每年的7月下旬到8月上旬，每年在美国举办一次。国际冠军杯的组委会邀请那些在五大联赛有影响力的球队到美国参赛，被邀请的球队也会乘此机会让新签约的球员与球队更好的磨合。
国际冠军杯的比赛规则和常见的积分规则不同。比赛规则是，常规时间内，每进一个球该球队就得一个积分，且常规时间的胜者额外加三分。如果常规时间打平则两队各加一分并进入点球大战，点球大战获胜者再加一分。

## 历届比赛

### 挑战赛时期

#### 2009
2009年第一届世界足球挑战赛的参赛球队包括AC米兰、切尔西、国际米兰和阿美利加。该届赛事一共产生14粒进球。切尔西的德罗巴和国际米兰的米利托获得最佳射手称号。最终，切尔西获15个积分夺得冠军。

#### 2011
2010年因为南非世界杯，比赛未举办。2011年比赛恢复，参赛的球队数量大幅提高，不仅有欧洲和墨西哥的强队，也有美国本土的球队。参加者包括：曼联、新英格兰革命、皇家马德里、洛杉矶银河、阿美利加、曼城、温哥华白浪、瓜达拉哈拉、芝加哥火焰、费城联、祖雲達斯、巴塞隆拿和士砵亭。其中新英格兰革命、费城联和芝加哥火焰组成了美国东部联军，三个队每队参加一场比赛，综合积分；温哥华白浪和洛杉矶银河组成了美国西部联军，温哥华参赛一次，洛杉矶参赛两次，综合积分；里斯本竞技只和尤文图斯比賽一场，不算积分；剩余墨西哥和欧洲各队每队参赛三次。这届赛事一共进行了14场比赛，一共产生42粒进球，平均上座率为41,697人。皇家马德里的C朗获得最佳射手称号。

#### 2012
2012年的第三届挑战赛共邀请11支欧洲和美洲的球队参加。其中包括：些路迪、車路士、华盛顿聯隊、拿根亞、利物浦、洛杉矶银河、AC米兰、巴黎圣日耳門、皇家马德里、西雅图海湾者和多伦多。这届赛事一共进行了9场比赛，共产生30个进球，平均上座率为33,809人。皇家马德里的何塞·卡列洪获得最佳射手称号。这届比赛是纯粹的表演赛，每个队伍参赛场数不均等，因此并没产生冠军。

### 冠军杯时期

#### 2013
2013年首届吉尼斯杯国际冠军杯于7月27日到8月7日进行。参加比赛的8支球队分别是：AC米兰、国际米兰、祖雲達斯、愛華頓、車路士、洛杉矶银河、瓦伦西亚和皇家马德里。比赛城市包括美国的凤凰城，洛杉矶，纽约，印第安纳波利斯，迈阿密，以及欧洲的巴伦西亚。这届比赛12场球共产生33粒进球，平均上座率为41,048。皇家马德里获得冠军。皇家马德里的C罗获得最佳射手及最佳球员的称号。这届赛事还有了官方主题曲，一首名叫Exotic的歌。

#### 2014
2014年参赛的8支球队首先被分在两个小组，小组的前两名进入半决赛，半决赛获胜者晋级决赛。8支参赛队伍全部来自欧洲，分别是利物浦、曼城、曼联、AC米兰、国际米兰、罗马、皇家马德里和奥林匹亚科斯。这几比赛的比赛时间从7月24日到8月4日，比赛城市的数量空前大，包括丹佛、纽约、费城、安阿伯、迈阿密、达拉斯、马里兰、伯克利、匹兹堡、夏洛特、明尼阿波利斯、多伦多和芝加哥等。本届赛事的13场比赛产生38个进球，平均上座率为45,471人。其中8月2日在密歇根大学的密歇根体育场进行的曼联对阵皇家马德里的比赛上座率为109318人，打破了美国足球比赛观众人数的记录。曼联获得冠军。曼城的斯蒂凡·約維蒂奇获得了最佳射手称号。

#### 2015
2015年重新回到純表演賽的性質，並分為北美洲、澳洲及中國三個分站進行比賽。北美洲站共有10支球隊分別是：曼聯、賓菲加、阿美利加、洛杉磯銀河、巴塞隆拿、車路士、紐約紅牛、巴黎聖日耳門、費倫天拿和聖荷西地震。澳洲站有皇家馬德里、曼城和羅馬三支球隊。中國站有皇家馬德里、AC米蘭和國際米蘭三支球隊。

#### 2016
2016年的國際冠軍盃在2016年7月22日到2016年8月13日之間進行比賽，並分為澳州區、中國區和美國及歐洲區四個分站進行比賽。澳大利亞區參賽的球隊有祖雲達斯、熱刺、墨爾本勝利及馬德里競體育會4個球隊參賽。中國區的參賽隊伍有3個球隊參賽，曼城、曼聯及多蒙特。美國及歐洲區的比賽則有巴塞隆拿，拜仁慕尼黑，些路迪，車路士，利物浦，國際米蘭， AC米蘭，皇家馬德里，李斯特城和巴黎聖日耳門10個球隊。

#### 2017
2017年的七月開始，並在八月結束所有賽事，比賽分別會在美國、中國、新加坡三地舉行。

#### 2018
2018年的七月開始，並在八月結束所有賽事，比賽主要在美國、新加坡、西班牙、義大利、法國、奧地利、愛爾蘭、英國、葡萄牙舉行。

#### 2019
2019年的七月開始，並在八月結束所有賽事，比賽主要在美國、中國、新加坡、英國以及瑞典舉行。